# Aldo Aimi
Aldo Aimi (Modena, 19 luglio 1906 – Modena, 20 ottobre 1981) è stato un calciatore italiano, di ruolo terzino o ala.

## Carriera
Si affacciò alla prima squadra nel campionato 1926-27 debuttando contro la Pro Vercelli (0-0) il 19 dicembre 1926, imponendosi a partire dal campionato successivo come terzino o come ala destra.

### Stagione 1929-1930
Nel 1929 ha inizio il campionato a girone unico e le partite diventano 34, ne disputò 26 e con 10 gol all'attivo sarà il capocannoniere del Modena e si confermerà una delle ali più insidiose del momento in serie A.
Realizzò 8 gol nel campionato 1929-1930, alcuni dei quali portarono alla vittoria della squadra. Tra questi vanno ricordati la rete segnata il 22 dicembre 1929, quando realizzò il gol decisivo nella vittoria in trasferta contro la Triestina per 1-0, la seconda rete in Modena-Juventus (2-1) del 20 aprile 1930 e la seconda rete in Modena-Ambrosiana (2-0) del 6 luglio 1930. A fine stagione, la prima dell'allora appena costituita Serie A, la squadra si piazzò al dodicesimo posto.

### Stagione 1930-1931
Nella stagione calcistica 1930-1931 il Modena FC schierò ben 9 giocatori modenesi su 11 della squadra ed Aimi, ancora ala destra, giocò 18 partite realizzando prestazioni eccellenti. Ancora una ventina di presenze nel campionato 1931-1932 ove, nell'ultima partita, ritornò nuovamente al posto di Duilio Setti.
Vanta 67 presenze in Serie A, dove debuttò il 6 ottobre 1929 in Padova- Modena (1-3).